# Институт по биология и имунология на размножаването „Академик Кирил Братанов“
Институтът по биология и имунология на размножаването „Академик Кирил Братанов“ е научно звено в научно-изследователското направление по биомедицина и качество на живот на Българската академия на науките. В института се провеждат фундаментални и научноприложни изследвания на репродуктивната биология и имунология на човека и животните.
Основните научни цели са:
- подобряване на репродуктивното здраве и преодоляване на човешкото безплодие и демографския срив в България и в Европа;
- повишаване на плодовитостта при животните със стопанско значение;
- подобряване на естествените хранителни ресурси и качеството на живот.

Провеждат се изследвания на:
- вродената имунна сигнализация и автофагията и тяхното значение за безплодието при мъжете;
- промените в епигенетичната регулация, свързани с онкогенезата и репродукцията;
- механизмите на действие на клинично значими пептиди с имуномодулиращи свойства;
- ролята на НК- и Т-регулаторните клетки за имплантацията на яйцеклетката в матката и други.